# Ernst Bloch
Pour les articles homonymes, voir Bloch.
Ernst Bloch, né le 8 juillet 1885 à Ludwigshafen dans le royaume de Bavière, mort le 4 août 1977 à Tübingen en Allemagne de l'Ouest, est un philosophe juif allemand qui s'inscrit dans la lignée des marxistes hétérodoxes tels Georg Lukács (durant les années 1920), Karl Korsch ou encore les penseurs de l'École de Francfort.

## Biographie
Convaincu de la nécessité d'une révolution radicale en Allemagne, Ernst Bloch adhère très tôt au socialisme et fait campagne contre le militarisme prussien. En 1915, avec ses amis dadaïstes, il s'enfuit en Suisse où il travaille pendant toute la guerre à la rédaction du journal anti-impérialiste allemand Die freie Zeitung. Il retourne après la guerre en Allemagne où il fait paraître son premier ouvrage, L'Esprit de l'utopie (Leipzig, 1918), qui fit de lui l'un des principaux théoriciens du concept d'utopie à la lumière de la tradition hégéliano-marxiste. Cette première publication eut une influence considérable sur plusieurs de ses contemporains, tels Bertolt Brecht, Kurt Weill, Walter Benjamin et Theodor W. Adorno.
Il publie ensuite sa thèse, Thomas Müntzer als Theologe der Revolution (1re éd. Munich, 1922; 2e éd. revue, Francfort-sur-le-Main, 1962). Son combat politique s'oriente peu à peu vers une dénonciation violente du national-socialisme.
Après la publication de son ouvrage antinazi Héritage de ce temps (1935), Bloch est déchu de sa nationalité et contraint de quitter l'Allemagne pour New York. Dès 1938, il commence à ébaucher ce qui sera son opus magnum Le Principe espérance. Il fonde à New York avec Bertolt Brecht et Thomas Mann une maison d'édition, Aurora Verlag.
À la fin de la Seconde Guerre mondiale, il refuse une chaire à l'université Goethe de Francfort pour une chaire à l'université Karl-Marx de Leipzig (1949). C'est alors qu'il commence à faire paraître Le Principe espérance (3 vol., 1954-1959) où il s'interroge à nouveau sur le concept d'utopie en adoptant une méthode « archéologique », retraçant dans l'histoire mondiale et dans la culture de masse américaine les ferments de l'utopie en même temps que les sources de l'appauvrissement de l'« espérance ».
Il obtient les louanges et l'estime des autorités et de ses collègues par ses travaux sur Hegel (Subjekt-Objekt: Erläuterungen zu Hegel, 1re éd., 1949), sur la gauche aristotélicienne (Avicenna und die aristotelische Linke, Berlin-Est, 1952) ou pour son histoire du droit (Abriss der sozialen Utopien, New York, 1946) mais il est ensuite livré à la vindicte publique dans un écrit dénonçant son « révisionnisme » (Ernst Bloch's Revisionismus des Marxismus, Berlin-Est, 1957). En 1959, l'université de Leipzig l'accuse d'être un « corrupteur de la jeunesse. »
En 1961, après une tournée de conférences, il décide de ne pas retourner en Allemagne de l'Est et termine sa carrière universitaire par une charge de cours à l'université de Tübingen.
Opposé au marxisme stalinien, Ernst Bloch défend la nécessité de l'utopie qui, à ses yeux, n'a rien d'une forme d'aliénation. Pour ce marxiste non orthodoxe, l'utopie permet de repenser l'histoire. En effet, selon le philosophe, l'expérience utopique est l'occasion d'une prise de conscience renouant – comme plusieurs l'ont remarqué, dont le théologien Jürgen Moltmann – avec une forme de messianisme moderne.

## Ouvrages

### Traductions françaises
- Traces, Paris, Gallimard, 1968 (1998, coll. Tel),  (ISBN 2070750582)
- Thomas Müntzer : théologien de la révolution, Paris, UGE, 10/18, 1975.
- Droit naturel et dignité humaine, Paris, Payot, 1976.
- L'Esprit de l'utopie, Paris, Gallimard, 1977.
- Héritage de ce temps, trad. Jean Lacoste, Paris, Payot, 1978 ; rééd. Éditions Klincksieck, coll. « Critique de la politique », 2017.  (ISBN 978-2-252-04038-6)
- Sujet-Objet. Éclaircissements sur Hegel, Paris, Gallimard, 1977.
- L'Athéisme dans le christianisme : la religion de l'Exode et du Royaume, Paris, Gallimard, 1978.
- Experimentum mundi : question, catégories de l'élaboration, praxis, Paris, Payot, 1981.
- Le Principe espérance, 3 vol., Paris, Gallimard, 1976, 1982, 1991. Traduit de l'allemand par Françoise Wuilmart.
- Ernst Bloch (trad. Pierre Kamnitzer), La philosophie de la Renaissance, Paris, Payot & Rivages, coll. « Petite Bibliothèque Payot », 2007, 217 p. (ISBN 978-2-228-90162-8 et 2-228-90162-8).
- Ernst Bloch (trad. de l'allemand par Claude Maillard), Avicenne et la gauche aristotélicienne, Saint-Maurice, Premières Pierres, 2008, 93 p. (ISBN 978-2-913534-08-7 et 2-913534-08-2).
- Symbole : les juifs. Un chapitre oublié de l'Esprit de l'utopie précédé de Les Juifs et l'utopie par Raphaël Lellouche, Paris, éditions de l'éclat, 2009.
- Études critiques sur Rickert et le problème de la théorie moderne de la connaissance, Paris, éd. de la Maison des sciences de l'homme, 2010 (coll. Philia). Traduction, introduction et notes par Lucien Pelletier.
- Mémorial pour Else Bloch-von Stritzky, Paris, éd. de la Maison des sciences de l'homme, 2011 (coll. Philia).
- L’Angoisse de l’ingénieur, Paris, Allia, 2011
- Rêve diurne, station debout et utopie concrète. Ernst Bloch en dialogue, entretien avec Jean José Marchand, traduit, présenté et annoté par Arno Münster, Paris, Éditions Lignes, 2016
- Du rêve à l'utopie, Entretiens philosophiques, textes choisis et préfacés par Arno Münster, Éditions Hermann, Paris, 2016.

### Titres originaux
- Kritische Erörterungen über Heinrich Rickert und das Problem der Erkenntnistheorie, dissertation, 1909.
- Geist der Utopie, 1918.
- Thomas Müntzer als Theologe der Revolution, Munich, 1921.
- Spuren, Berlin, 1930.
- Erbschaft dieser Zeit, 1935.
- Freiheit und Ordnung, Berlin, 1947.
- Subjekt - Objekt, 1949.
- Christian Thomasius, 1949.
- Avicenna und die aristotelische Linke, 1949.
- Das Prinzip Hoffnung, 3 vol., 1954-1959.
- Naturrecht und menschliche Würde, 1961.
- Tübinger Einleitung in die Philosophie, 1963.
- Atheismus im Christentum, 1968.
- Politische Messungen, 1970.
- Das Materialismusproblem, seine Geschichte und Substanz, 1972.
- Experimentum Mundi. Frage, Kategorien des Herausbringens, Praxis, 1975.

### Articles
- Jörg Disse, « Espérance et individu chez Ernst Bloch » in Revue de Théologie et de Philosophie 127 (1995), p. 217-233.
- Jörg Disse, « Le fondement de l'espérance chez Ernst Bloch » in Freiburger Zeitschrift für Philosophie und Theologie 34, 1-2 (1987), p. 185-203.
- Arno Munster, « Ernst Bloch et la fin des utopies » in Le Monde des Livres du 10 septembre 1976.
- Arno Münster, « Ernst Bloch - Le Philosophe des utopies », in Le Monde des Livres du 8 mars 1975.
- « Ernst Bloch - La traversée du siècle » (Entretiens avec Arno Münster, (en 3 parties)) in Libération du 9-10 août 1977.
- Dossier Ernst Bloch. « Textes réunis par Arno Münster », in Change n° 37, Paris, mars, 1979.
- Arno Munster, Ernst Bloch et le romantisme révolutionnaire, in Europe (revue littéraire mensuelle), n° 900 (n° spéciale « Le romantisme révolutionnaire »), Paris, avril 2004, pp.164-175.
- Arno Munster, De l'amitié à la polémique - A propos de la correspondance Adorno-Bloch (1928-1968) in Europe (Revue littéraire mensuelle), n°949 « Adorno-Bloch »), Paris, mai 2008, p. 15-36.
- Ecorev N° 41(revue critique d'Écologie politique). Lectures (p. 137). Article de Michael Löwy :  Arno Munster, Utopie, Écologie, Ecosocialisme. De l'utopie concrète d'Ernst Bloch à l'écologie socialiste, Paris, l'Harmattan, 1013, 164p.